# San Cipriano Po
San Cipriano Po – miejscowość i gmina we Włoszech, w regionie Lombardia, w prowincji Pawia.
Według danych na rok 2004 gminę zamieszkuje 417 osób, 52,1 os./km².